# Бюро політичної війни
Бюро політичної війни (ГБПВ (від Головне бюро політичної війни — англ. GPWB); кит.: 國防部政治作戰局; піньїнь: Guófángbù Zhèngzhì Zuòzhànjú) — вищий спеціалізований підрозділ з політичних операцій Міністерства національної оборони (МНО) Республіки Китай (Тайвань), який відповідає за усі справи політичної війни Збройних сил Республіки Китай.

## Історія
З моменту свого заснування у 1924 Військова академія Вампу вже створила свою систему політичної роботи. У квітні 1950 академія реформувала систему політичної роботи, змінивши Бюро політичних кадрів на Політичний відділ. У травні 1951 він був перейменований в Головний політичний відділ. та у серпні 1963 в Головне управління політичної війни з деякими змінами в його структурних відомствах. Управління очолив заступник директора І Го-жуй. 1 березня 2002 було прийнято організаційне розпорядження Головного бюро політичної війни.
У відповідь на збільшення кампаній політичної війни Комуністичної партії Китаю (КПК) у соціальних мережах наприкінці 2010-х років Бюро політичної війни створило команду, яка займається оперативною обробкою неправдивої інформації. Бюро використовує системний аналіз великих даних, щоб зрозуміти та протистояти кампаніям дезінформації КПК у режимі реального часу.

## Транспорт
До бюро можна дістатися за декілька хвилин ходьби на північ від станції Сяонаньмень Тайбейського метрополітену.

## Організаційна структура
- Відділ головного адміністрування (主計室)
- Управління військового речника (軍事新聞處)
- Відділ обслуговування військових утриманців (軍眷服務處)
- Відділ військової дисципліни та етики (政戰綜合處)
- Відділ контррозвідки та безпеки (保防安全處)
- Культурний та політичний відділ (文宣心戰處)

## Афілійовані заклади
- Бригада психологічних операцій:
- Освітній та навчальний центр політичної війни Міністерства оборони
- Youth Daily News
- Voice of Han
- Управління соціального забезпечення

|                                   |
| Емблема радіостанції Voice of Han |

|                              |
| Емблема Military News Agency |

|                                             |
| Емблема Управління соціального забезпечення |